# 黃義達
黃義達（英語：Yida Huang，1979年8月11日—），新加坡音樂創作歌手。2004年於台灣出道，簽約新力音樂為其發行過五張個人專輯一張精選輯。曾在台灣發展，也為海內外多位歌手製作了多首歌曲。而後在2010年加盟北京橙天娛樂，並且由黄及唐嫣主演的首部黃義達音樂愛情微電影「四季-春天之约『保留』」於網路平台上映，網路點擊播放過億次。在2011年出道七週年之際，在中國大陸先行推出個人新專輯EP《微光》，同年亦參與電影《夜店詭談》的演出及製作電影全配樂。
2022年生日當天開始更新社群，宣布回归。同年参加芒果TV综艺《披荆斩棘》。

## 生平
黃義達出生於新加坡。16歲時進入李偲菘、李偉菘所創辦的音樂學校學習音樂創作，曾經過多次修改的首度發表作品－收錄於2000年彭佳慧《說真的》專輯中的〈一九九幾的他〉。與新力唱片正式簽約後，便來到台灣繼續創作音樂，等待發片期間並獲得馬偉豪導演的賞識，在2003年王家衛監製的電影《地下鐵》中初試啼聲演唱了全亞洲電影預告片主題曲。
之後2004年所發行的第一張專輯《無法定義》堪稱樂壇音樂新品種，聲音的爆發力、纖瘦斯文的中性外表，義達身上的極度反差與衝突震撼了音樂市場的「耳」「目」，2005年更以此張專輯入圍了台灣第十六屆金曲獎的最佳國語演唱新人獎。睽違一年之後，義達交出了最新音樂成績單《專屬密碼》，新專輯中義達將音樂想法全面延伸，並邀請到莫文蔚擔任法式香頌口白合作了〈Set Me Free〉一曲。等待了一年八個月，黃義達升格為製作人，以最初的音樂夢想「電影配樂」為出發點，製作出《完整演出》專輯。每一首歌都是一部電影，12首黃義達的音樂電影完整演出黃義達內心的音樂世界。
而與電影相當有緣的義達，在2007年幫日本歌手中孝介所譜曲的〈夜想曲〉並成為李安導演所執導的電影《色戒》日本區主題曲。而第四張專輯便以出道9週年為概念，《寫給自己的歌》，即是透過音樂來表達內心訴說的專輯。
在2009年與SONY合約到期前，發行個人精選輯《過程》（YiDA's Journey: Best Collection）。在同年年底和友人於泰國剔度，「短期修行」二星期。2010年4月8日，於《自由時報》表示已與索尼唱片（原本的新力音樂）合約期滿。
2011年，加盟橙天娛樂後，在中國大陸發行個人第五張全新創作EP《微光》。2013年6月13日，在全亞洲同步發行個人全新專輯《heart disk心盤》。

## 音樂作品

### 唱片專輯
- 2004年4月21日《無法定義》（SONY MUSIC）
- 2004年6月24日《無法定義》CD+VCD升級版（SONY MUSIC）

CD
1. 地下鐵DEMO
2. 藍天
3. 顯微鏡下的愛情
4. 線上遊戲
5. 匿名的寶貝
6. 喜歡你(喜歡我)
7. 一滴未乾的淚
8. 簡單
9. 變質的感情
10. Go Away
11. 等邊三角

VCD
1. 藍天
2. 顯微鏡下的愛情
3. 匿名的寶貝
4. 喜歡你（喜歡我）
5. Demo2004夏天原創

- 2005年6月3日《專屬密碼》（SONYBMG）
- 2005年8月5日《專屬密碼》CD+DVD慶功解碼升級版（SONYBMG）

CD
1. 目擊者
2. 專屬密碼
3. 那女孩對我說
4. 一秒的安慰
5. 如果愛就現在吧
6. 超愛你
7. 每天的每夜
8. Set Me Free
9. 臭男人
10. 征服自己

DVD
1. 專屬密碼
2. 那女孩對我說
3. 臭男人
4. 一秒的安慰
5. Set Me Free

- 2007年2月15日《完整演出》（SONYBMG）
- 2007年4月13日《完整演出》CD+DVD影音珍藏版（SONYBMG）

CD
1. 序曲
2. 到底多久
3. 「那」女孩
4. 某天
5. 既然你問我
6. 我懂
7. 部落格
8. 文成公主
9. 解脫
10. 完整演出
11. 冷戰
12. My Dear My Love DEMO版

DVD
1. 完整演出
2. 到底多久
3. 冷戰
4. 「那」女孩
5. 我懂
6. My Dear My Love 完整版

- 2008年11月28日《寫給自己的歌》（SONY MUSIC）
- 2009年1月9日《寫給自己的歌》新春慶功影音收藏版（SONY MUSIC）

CD
1. 愛了才懂
2. Set Me Free Ⅱ
3. 林老師說
4. 寫給自己的歌
5. 愛是自私的
6. Mr.Y
7. You Were There
8. 在這裡
9. To My Fans
10. I'm YiDA

DVD
1. Opening
2. 寫給自己的歌 MV
3. 寫給自己的歌 MV 幕後花絮
4. 愛了才懂 MV
5. 愛了才懂 MV 幕後花絮
6. You Were There MV
7. 愛是自私的 MV

- 2009年9月24日《過程（2CD+DVD）》（SONY MUSIC）

CD 
CD 1: Our YiDA Your Songs
1. 地下鐵
2. 藍天
3. 匿名的寶貝
4. 喜歡你（喜歡我）
5. 那女孩對我說
6. 專屬密碼
7. 一秒的安慰
8. 臭男人
9. 到底多久
10. 完整演出
11. 『那』女孩
12. 愛了才懂
13. 愛是自私的
14. 在這裡

CD 2: I'm YiDA
1. I'm YiDA
2. Go Away
3. 一滴未乾的眼淚
4. 目擊者
5. 顯微鏡下的愛情
6. 每天的每夜
7. Set Me Free
8. 如果愛 就現在吧
9. 冷戰
10. 我懂
11. 既然你問我
12. Set Me Free Ⅱ
13. You Were There
14. 寫給自己的歌

DVD
1. Opening
2. 無法定義黃義達 新歌演唱會+完整演出 新歌搶聽會+專輯製作幕後花絮集錦+精選7首經典主打MV（DVD）
3. 「無法定義黃義達」新歌演唱會
4. 「完整演出」新歌搶聽會 八首絕無僅有 Live 演出
5. 專輯製作幕後花絮集錦
6. 精選七首經典主打MV：藍天、顯微鏡下的愛情、那女孩對我說、完整演出、到底多久、愛了才懂、寫給自己的歌

- 2011年4月21日 《微光》（橙天娛樂）（中國大陸）
- 2011年6月8日 《微光》CD+DVD（台灣愛貝克思代理發行）（台灣）

CD
1. 微光
2. Broken heart
3. 倒敘
4. 保留
5. Track11

DVD
1. 微光 (MV)
2. Broken heart (MV)

- 2013年6月13日 《heart disk心盤》（索尼音樂）（台灣）

1. YIDA Intro
2. 閃耀
3. 我不哭
4. My heart disk
5. 11th of Aug
6. Set Me Free III
7. 地球歌
8. My 80s（我的80年代）
9. Cosmo
10. 老情歌

### 其他歌曲

#### 2003
- 寶藏（迪士尼《星銀島》中文版主題曲）

#### 2006
- 榮耀的一天（與柯有倫合唱；收錄在《聖杯之歌》合輯）

#### 2008
- Voice of 512（「鈴聲傳心意．愛心送四川」活動公益歌曲）

#### 2011
- Light You Smart World（中國大陸中興通訊2011廣告歌曲）

#### 2022
- 十問（《披荊斬棘》第二季主題曲）

### 演唱會
- 2005年8月14日，台北西門町紅樓，義鳴驚人萬人連署演唱會
- 2014年9月13日，北京五棵松汇源空间，黄义达十周年纪念演唱会

### 創作.製作.演唱作品
| 2000年至2005年曲目列表 | 2000年至2005年曲目列表 | 2000年至2005年曲目列表 | 2000年至2005年曲目列表 | 2000年至2005年曲目列表               |
| 年份                   | 曲目                   | 参与创作               | 演唱者                 | 备注                                 |
| ---------------------- | ---------------------- | ---------------------- | ---------------------- | ------------------------------------ |
| 2000年                 | 一九九幾的他           | 曲                     | 彭佳慧                 | 收錄於「說真的」專輯                 |
| 2003年                 | 地下铁                 | 曲                     | 蕭亞軒                 | 收錄於「第五大道」專輯               |
| 2003年                 | 寶藏                   | 曲                     | 黃義達                 | 收錄於「星銀島電影原聲帶」專輯       |
| 2004年                 | 藍天                   | 曲                     | 黃義達                 | 收錄於「無法定義」專輯               |
| 2004年                 | 顯微鏡下的愛情         | 曲                     | 黃義達                 | 收錄於「無法定義」專輯               |
| 2004年                 | 線上遊戲               | 曲                     | 黃義達                 | 收錄於「無法定義」專輯               |
| 2004年                 | 喜歡你（喜歡我）       | 曲                     | 黃義達                 | 收錄於「無法定義」專輯               |
| 2004年                 | GO AWAY                | 曲                     | 黃義達                 | 收錄於「無法定義」專輯               |
| 2004年                 | 我不是英雄             | 曲                     | 陳宇凡                 | 收錄於「撞球小子電視原聲帶」專輯     |
| 2004年                 | 漸漸                   | 曲                     | 趙薇                   | 收錄於「飄」專輯                     |
| 2005年                 | 目擊者                 | 曲、編曲               | 黃義達                 | 收錄於「專屬密碼」專輯               |
| 2005年                 | 專屬密碼               | 曲                     | 黃義達                 | 收錄於「專屬密碼」專輯               |
| 2005年                 | 每天的每夜             | 曲                     | 黃義達                 | 收錄於「專屬密碼」專輯               |
| 2005年                 | Set Me Free            | 詞、曲                 | 黃義達                 | 收錄於「專屬密碼」專輯               |
| 2005年                 | 臭男人                 | 詞、曲                 | 黃義達                 | 收錄於「專屬密碼」專輯               |
| 2005年                 | 飛天                   | 曲                     | 陳依依                 | 收錄於「迴音谷」專輯                 |
| 2005年                 | Fly                    | 曲                     | 顏穎思                 | 為「愛戀2000米」電視劇主題曲，未發行 |
| 2005年                 | 上一次下一次           | 曲                     | 謝霆鋒                 | 收錄於「釋放」專輯                   |
| 2005年                 | 順風逆風               | 曲                     | 趙薇                   | 收錄於「DOUBLE」專輯                 |
| 2005年                 | 再一次                 | 詞、曲                 | 秦海璐                 | 收錄於「幸福回味」專輯               |

| 2006年至2007年曲目列表 | 2006年至2007年曲目列表 | 2006年至2007年曲目列表 | 2006年至2007年曲目列表 | 2006年至2007年曲目列表 |
| 年份                   | 曲目                   | 参与创作               | 演唱者                 | 备注                   |
| ---------------------- | ---------------------- | ---------------------- | ---------------------- | ---------------------- |
| 2006年                 | 榮耀的一天             | 唱                     | 黃義達、柯有綸         | 收錄於「聖杯之歌」專輯 |
| 2007年                 | 既然你問我             | 曲                     | 黃義達                 | 收錄於「完整演出」專輯 |
| 2007年                 | 我懂                   | 曲                     | 黃義達                 | 收錄於「完整演出」專輯 |
| 2007年                 | 文成公主               | 曲、編曲               | 黃義達                 | 收錄於「完整演出」專輯 |
| 2007年                 | 完整演出               | 曲、編曲               | 黃義達                 | 收錄於「完整演出」專輯 |
| 2007年                 | 詞、曲、編曲           | 黃義達                 | 收錄於「完整演出」專輯 |                        |
| 2007年                 | My Dear My Love        | 曲、編曲               | 黃義達                 | 收錄於「完整演出」專輯 |
| 2007年                 | 虛擬世界               | 曲                     | 秦海璐                 | 收錄於「單行線」專輯   |
| 2007年                 | 夜想曲                 | 曲                     | 中孝介                 | 收錄於「花間道」專輯   |
| 2007年                 | 大不了                 | 製作                   | 蘇有朋                 |                        |
| 2007年                 | 「完整演出」專輯       | 製作                   | 黃義達                 |                        |

| 2008年至2010年曲目列表 | 2008年至2010年曲目列表 | 2008年至2010年曲目列表 | 2008年至2010年曲目列表 | 2008年至2010年曲目列表                |
| 年份                   | 曲目                   | 参与创作               | 演唱者                 | 备注                                  |
| ---------------------- | ---------------------- | ---------------------- | ---------------------- | ------------------------------------- |
| 2008年                 | 怎麼愛                 | 詞、曲                 | BOBO                   | 收錄於「世界之大」專輯                |
| 2008年                 | 戀愛新手               | 詞、曲                 | BOBO                   | 收錄於「世界之大」專輯                |
| 2008年                 | Voices Of 512          | 詞、曲                 | 黃義達                 | 「鈴聲傳心意 愛心送四川」活動公益歌曲 |
| 2008年                 | 幸福在路上             | 曲                     | 黃奕                   | 為「幸福的完美」電視劇主題曲          |
| 2008年                 | Set Me FreeⅡ           | 詞、曲、編曲           | 黃義達                 | 收錄於「寫給自己的歌」專輯            |
| 2008年                 | 林老師說               | 詞、曲                 | 黃義達                 | 收錄於「寫給自己的歌」專輯            |
| 2008年                 | 寫給自己的歌           | 詞、曲                 | 黃義達                 | 收錄於「寫給自己的歌」專輯            |
| 2008年                 | 愛是自私的             | 詞、曲                 | 黃義達                 | 收錄於「寫給自己的歌」專輯            |
| 2008年                 | Mr.Y                   | 詞、曲、編曲           | 黃義達                 | 收錄於「寫給自己的歌」專輯            |
| 2008年                 | You Were There         | 詞、曲、編曲           | 黃義達                 | 收錄於「寫給自己的歌」專輯            |
| 2008年                 | 在這裡                 | 曲                     | 黃義達                 | 收錄於「寫給自己的歌」專輯            |
| 2008年                 | To My Fans             | 詞、曲、編曲           | 黃義達                 | 收錄於「寫給自己的歌」專輯            |
| 2008年                 | I'm YiDA               | 詞、曲、編曲           | 黃義達                 | 收錄於「寫給自己的歌」專輯            |
| 2008年                 | 要正常愛               | 編曲                   |                        | 《女人不壞》電影主題曲                |
| 2009年                 | Complicated            | 曲                     | 周蕙                   | 收錄於「周蕙」專輯                    |
| 2009年                 | 1到10等於我和你        | 詞、曲                 | 范瑋琪                 | 收錄於「F ONE」專輯                   |
| 2009年                 | 和你在一起             |                        | 喬任梁                 | 收錄於「鑽石」專輯                    |
| 2009年                 | 陰天氣球               | 曲                     | 喬任梁                 | 收錄於「鑽石」專輯                    |

| 2011年以后曲目列表 | 2011年以后曲目列表   | 2011年以后曲目列表 | 2011年以后曲目列表 | 2011年以后曲目列表          |
| 年份               | 曲目                 | 参与创作           | 演唱者             | 备注                        |
| ------------------ | -------------------- | ------------------ | ------------------ | --------------------------- |
| 2016年             | 天若有情             | 曲                 | A-Lin              | 為《锦绣未央》電視劇主題曲  |
| 2019年             | 時間都知道           | 作曲               | 陳粒               | 電視劇 《時間都知道》主題曲 |
| 2019年             | 我說                 | 作曲               | 黃義達             | 電視劇 《時間都知道》片尾曲 |
| 2019年             | You're My Everything | 作曲               |                    | 電視劇 《時間都知道》配樂   |
| 2019年             | 傾心                 | 作曲               |                    | 電視劇 《時間都知道》配樂   |
| 2019年             | 沉迷                 | 作曲               |                    | 電視劇 《時間都知道》配樂   |
| 2021年             | 柳川西街的少年       | 作曲               |                    |                             |

### 未發表創作與製作作品

#### 創作
- 「灰色情人節」（義達未出道前個人作品）
- 「Fly」（極速傳說２ 愛戀2000米 主題曲） 演唱：顏穎思
- 「非關理由（活著）」（與柯有倫合寫合唱）
- 2011為中國大陸《時尚COSMO美容盛典》,專門譜寫了一段音樂
- 2012為中國大陸《嘉人》時尚雜誌10周年創作一曲純音樂，以最大的誠意祝福《嘉人》10歲生日。

#### 製作
- 「黑巧克力日記 」（awfully chocolate開幕贈送的單曲） 演唱：黃湘怡
- 「用一生回憶」(收錄於：唐嫣2013新專輯中)演唱：唐嫣，羅晉
- 動作偶像劇《X女特工》(原創配樂)(2013.3內地播出)

## 影视作品演出
| 首播年份 | 戲名（出品地）                                       | 飾演                | 性質             |
| 2007年   | 愛的進行式(又名男才女貌之星光大道、星光大道)（香港） | ----/叱吒樂團的主唱 | 電視劇           |
| 2011年   | 保留（中國大陸）                                     | 義達/男主角         | 微電影           |
| 2011年   | 瘋狂辦公室（中國大陸）                               | 王俊/第十集客串演出 | 電視劇           |
| 2012年   | 夜店詭談（中國大陸）                                 | 阿亮/客串演出       | 電影             |
| 2014年   | 唱戰記（中國大陸）                                   | 承戈/主要演出       | 音樂劇情類電視劇 |
| 2015年   | 長在麵包樹上的女人（中國大陸）                       | 阿樂/叱吒樂團的主唱 | 電視劇           |

## 综艺节目
| 首播年份 | 频道   | 综艺名   | 备注                     |
| 2022年   | 芒果TV | 披荆斩棘 | 独唱曲目《那女孩对我说》 |

## MV演出
- 黄湘怡 《你是谁》

## 得獎紀錄
- 2004年
  - 8月1日香港新城電台國語新勢力男歌手
  - 8月5日MTV封神榜TOP20人氣歌手
  - 9月4日【第四屆全球華語歌曲排行榜】最受歡迎新人
  - 9月10日【新加坡金曲獎2004】最具潛力本地新人獎
  - 12月17日【2004TVB8金曲榜】最佳男新人金獎
  - 12月26日【新城勁爆頒獎禮2004】新城勁爆新登場海外歌手
- 2005年
  - 1月11日【第十一屆全球華語音樂榜中榜】最佳新晉歌手獎
  - 1月22日【第十二屆中國歌曲排行榜】年度港台地區最佳創作新人
  - 3月12日2004年度《音樂先鋒榜》創作新人獎（台灣）
  - 5月28日【第十六屆金曲獎】入圍最佳國語演唱新人獎
  - 7月24日三立完全娛樂【第二屆勁爆精曲獎】最佳新人
  - 7月24日【第七屆CCTV-MTV音樂盛典】台灣地區最具潛力新人獎
  - 10月30日【第三屆東南勁爆音樂榜】港台最有前途新人男歌手
  - 10月30日【第三屆東南勁爆音樂榜】最佳新銳唱作人
  - 10月30日【第三屆東南勁爆音樂榜】台灣地區十大金曲獎:那女孩對我說
- 2006年
  - 1月15日【加拿大至Hit中文歌曲排行榜05年度】全國推崇十大歌曲（國）：每天的每夜
  - 1月15日【加拿大至Hit中文歌曲排行榜05年度】全國推崇作曲人（國）
  - 2月17日【KKBOX線上音樂風雲榜】年度十大K歌：那女孩對我說
- 2007年
  - 5月20日【第四屆勁歌王】勁歌作曲王
  - 5月20日【第四屆勁歌王】勁歌唱作人
  - 12月16日【2007TVB8金曲榜】十大金曲：完整演出
  - 12月17日【2007星光大典】年度最受歡迎風尚男歌手
- 2008年
  - 2月10日【內地螢火蟲電台「流行歌曲榜2007年總評選」】年度台灣最受歡迎男歌手：金獎
  - 3月1日【2008hito流行音樂獎】人氣最愛創作歌手
- 2011年
  - 4月15日【 雜誌男人裝2010年度<真男人>頒獎典禮】年度極致人物獎(與 樊少皇、聶遠、廖凡)
  - 11月29日【內地時尚雜誌《紅秀GRAZIA》】年度風尚音樂人
  - 12月9日【2011瑞麗造型大賞】年度潮流藝人

## 外部連結
- Yida Huang on Twitter （页面存档备份，存于）
- 黃義達Facebook粉絲團 （页面存档备份，存于）
- 黄义达yida新浪博客 （页面存档备份，存于）
- 黃義達的新浪微博
- 黄义达騰訊微博 （页面存档备份，存于）
- YouTube上的黃義達頻道